# Copa Davis 2009
La Copa Davis 2009 correspon a la 98a edició del torneig de tennis masculí més important per nacions. 16 equips participaran en el Grup Mundial i més de cent en els diferents grups regionals.
La primera ronda es jugarà entre el 6 i el 8 de març, i la final entre el 4 i el 6 de desembre.

## Grup Mundial
|  | Vuitens de final                     | Vuitens de final           |                             |   | Quarts de final | Quarts de final |  |  | Semifinals | Semifinals |  |  | Final | Final |
|  |                                      |                            |                             |   |                 |                 |  |  |            |            |  |  |       |       |
|  | 6/8 de març - Benidorm               |                            |                             |   |                 |                 |  |  |            |            |  |  |       |       |
|  |                                      |                            |                             |   |                 |                 |  |  |            |            |  |  |       |       |
|  | Espanya                              | 4                          |                             |   |                 |                 |  |  |            |            |  |  |       |       |
|  | Espanya                              | 4                          | 10/12 de juliol - Marbella  |   |                 |                 |  |  |            |            |  |  |       |       |
|  | Sèrbia                               | 1                          |                             |   |                 |                 |  |  |            |            |  |  |       |       |
|  | Sèrbia                               | 1                          | Espanya                     | 3 |                 |                 |  |  |            |            |  |  |       |       |
|  | 6/8 de març - Garmisch-Partenkirchen |                            | Espanya                     | 3 |                 |                 |  |  |            |            |  |  |       |       |
|  |                                      | Alemanya                   | 2                           |   |                 |                 |  |  |            |            |  |  |       |       |
|  | Alemanya                             | Alemanya                   | 2                           | 3 |                 |                 |  |  |            |            |  |  |       |       |
|  | Alemanya                             |                            | 18/20 de setembre - Múrcia  | 3 |                 |                 |  |  |            |            |  |  |       |       |
|  | Àustria                              | 2                          |                             |   |                 |                 |  |  |            |            |  |  |       |       |
|  | Àustria                              | 2                          | Espanya                     | 4 |                 |                 |  |  |            |            |  |  |       |       |
|  | 6/8 de març - Malmö                  |                            | Espanya                     | 4 |                 |                 |  |  |            |            |  |  |       |       |
|  |                                      | Israel                     | 1                           |   |                 |                 |  |  |            |            |  |  |       |       |
|  | Suècia                               | Israel                     | 1                           | 2 |                 |                 |  |  |            |            |  |  |       |       |
|  | Suècia                               | 10/12 de juliol - Tel-Aviv |                             | 2 |                 |                 |  |  |            |            |  |  |       |       |
|  | Israel                               | 3                          |                             |   |                 |                 |  |  |            |            |  |  |       |       |
|  | Israel                               | 3                          | Israel                      | 4 |                 |                 |  |  |            |            |  |  |       |       |
|  | 6/8 de març - Sibiu                  |                            | Israel                      | 4 |                 |                 |  |  |            |            |  |  |       |       |
|  |                                      | Rússia                     | 1                           |   |                 |                 |  |  |            |            |  |  |       |       |
|  | Romania                              | Rússia                     | 1                           | 1 |                 |                 |  |  |            |            |  |  |       |       |
|  | Romania                              |                            | 4/6 de desembre - Barcelona | 1 |                 |                 |  |  |            |            |  |  |       |       |
|  | Rússia                               | 4                          |                             |   |                 |                 |  |  |            |            |  |  |       |       |
|  | Rússia                               | 4                          | Espanya                     | 5 |                 |                 |  |  |            |            |  |  |       |       |
|  | 6/8 de març - Poreč                  |                            | Espanya                     | 5 |                 |                 |  |  |            |            |  |  |       |       |
|  |                                      | Txèquia                    | 0                           |   |                 |                 |  |  |            |            |  |  |       |       |
|  | Croàcia                              | Txèquia                    | 0                           | 5 |                 |                 |  |  |            |            |  |  |       |       |
|  | Croàcia                              | 10/12 de juliol - Poreč    |                             | 5 |                 |                 |  |  |            |            |  |  |       |       |
|  | Xile                                 | 0                          |                             |   |                 |                 |  |  |            |            |  |  |       |       |
|  | Xile                                 | 0                          | Croàcia                     | 3 |                 |                 |  |  |            |            |  |  |       |       |
|  | 6/8 de març - Birmingham             |                            | Croàcia                     | 3 |                 |                 |  |  |            |            |  |  |       |       |
|  |                                      | Estats Units               | 2                           |   |                 |                 |  |  |            |            |  |  |       |       |
|  | Estats Units                         | Estats Units               | 2                           | 4 |                 |                 |  |  |            |            |  |  |       |       |
|  | Estats Units                         |                            | 18/20 de setembre - Poreč   | 4 |                 |                 |  |  |            |            |  |  |       |       |
|  | Suïssa                               | 1                          |                             |   |                 |                 |  |  |            |            |  |  |       |       |
|  | Suïssa                               | 1                          | Croàcia                     | 1 |                 |                 |  |  |            |            |  |  |       |       |
|  | 6/8 de març - Ostrava                |                            | Croàcia                     | 1 |                 |                 |  |  |            |            |  |  |       |       |
|  |                                      | Txèquia                    | 4                           |   |                 |                 |  |  |            |            |  |  |       |       |
|  | Txèquia                              | Txèquia                    | 4                           | 3 |                 |                 |  |  |            |            |  |  |       |       |
|  | Txèquia                              | 10/12 de juliol - Ostrava  |                             | 3 |                 |                 |  |  |            |            |  |  |       |       |
|  | França                               | 2                          |                             |   |                 |                 |  |  |            |            |  |  |       |       |
|  | França                               | 2                          | Txèquia                     | 3 |                 |                 |  |  |            |            |  |  |       |       |
|  | 6/8 de març - Buenos Aires           |                            | Txèquia                     | 3 |                 |                 |  |  |            |            |  |  |       |       |
|  |                                      | Argentina                  | 2                           |   |                 |                 |  |  |            |            |  |  |       |       |
|  | Argentina                            | Argentina                  | 2                           | 5 |                 |                 |  |  |            |            |  |  |       |       |
|  | Argentina                            |                            |                             | 5 |                 |                 |  |  |            |            |  |  |       |       |
|  | Països Baixos                        | 0                          |                             |   |                 |                 |  |  |            |            |  |  |       |       |
|  | Països Baixos                        | 0                          |                             |   |                 |                 |  |  |            |            |  |  |       |       |

## Vuitens de final

### Espanya vs. Sèrbia
| Spain                                                  | Espanya | 4 | 1 | Sèrbia | Serbia |
| ------------------------------------------------------ | ------- | - | - | ------ | ------ |
| Terra Mítica, Benidorm, Espanya 6 al 8 de març de 2009 |         |   |   |        |        |

|         | Jugador               |        | Jugador                  | Resultat        |
| ------- | --------------------- | ------ | ------------------------ | --------------- |
| Espanya | David Ferrer          | Serbia | Novak Djokovic           | 6-3, 6-3, 7-64  |
| Espanya | Rafael Nadal          | Serbia | Janko Tipsarevic         | 6-1, 6-0, 6-2   |
| Espanya | F. López - T. Robredo | Serbia | V. Troicki - N. Zimonjic | 64-7, 4-6, 67-7 |
| Espanya | Rafael Nadal          | Serbia | Novak Djokovic           | 6-4, 6-4, 6-1   |
| Espanya | David Ferrer          | Serbia | Viktor Troicki           | 6-0, 6-3        |

### Alemanya vs. Àustria
| Germany                                                                           | Alemanya | 3 | 2 | Àustria | Austria |
| --------------------------------------------------------------------------------- | -------- | - | - | ------- | ------- |
| Olympia Eissport Zentrum, Garmisch-Partenkirchen, Alemanya 6 al 8 de març de 2009 |          |   |   |         |         |

|         | Jugador                      |         | Jugador             | Resultat                 |
| ------- | ---------------------------- | ------- | ------------------- | ------------------------ |
| Germany | Rainer Schuettler            | Austria | Stefan Koubek       | 4-6, 5-7, 7-5, 2-6       |
| Germany | Philipp Kohlschreiber        | Austria | Jurgen Melzer       | 64-7, 4-6, 6-4, 6-3, 6-3 |
| Germany | P. Kohlschreiber - N. Kiefer | Austria | J. Knowle - A. Peya | 6-3, 7-6⁶, 3-6, 6-4      |
| Germany | Nicolas Kiefer               | Austria | Jurgen Melzer       | 7-63, 6-4, 6-4           |
| Germany | Christopher Kas              | Austria | Stefan Koubek       | 2-6, 3-6                 |

### Suècia vs. Israel
| Sweden                                                | Suècia | 2 | 3 | Israel | Israel |
| ----------------------------------------------------- | ------ | - | - | ------ | ------ |
| Baltiska Hallen, Malmö, Suècia 6 al 8 de març de 2009 |        |   |   |        |        |

|        | Jugador                   |        | Jugador           | Resultat                 |
| ------ | ------------------------- | ------ | ----------------- | ------------------------ |
| Sweden | Thomas Johansson          | Israel | Harel Levy        | 63-7, 6-4, 7-5, 4-6, 8-6 |
| Sweden | Andreas Vinciguerra       | Israel | Dudi Sela         | 6-4, 3-6, 6-3, 3-6, 9-11 |
| Sweden | S. Aspelin - R. Lindstedt | Israel | A. Hadad - A. Ram | 6-4, 1-6, 7-64, 6-4      |
| Sweden | Thomas Johansson          | Israel | Dudi Sela         | 6-3, 1-6, 6-4, 4-6, 2-6  |
| Sweden | Andreas Vinciguerra       | Israel | Harel Levy        | 4-6, 6-4, 4-6, 6-3, 6-8  |

### Romania vs. Rússia
| Romania                                                  | Romania | 1 | 4 | Rússia | Russia |
| -------------------------------------------------------- | ------- | - | - | ------ | ------ |
| Sala Transilvania, Sibiu, Romania 6 al 8 de març de 2009 |         |   |   |        |        |

|         | Jugador             |        | Jugador                | Resultat                   |
| ------- | ------------------- | ------ | ---------------------- | -------------------------- |
| Romania | Victor Crivoi       | Russia | Marat Safin            | 6⁵-7, 4-6, 4-6             |
| Romania | Victor Hanescu      | Russia | Mikhaïl Iujni          | 4-6, 2-6, 4-6              |
| Romania | M. Copil - H. Tecau | Russia | M. Safin - D. Tursúnov | 4-6, 6²-7, 7-64, 7-6⁵, 6-4 |
| Romania | Victor Hanescu      | Russia | Dmitri Tursúnov        | 6-4, 7-5, 3-6, 4-6, 2-6    |
| Romania | Victor Crivoi       | Russia | Teimuraz Gavashvili    | 4-6, 2-6                   |

### Croàcia vs. Xile
| Croatia                                                                      | Croàcia | 5 | 0 | Xile | Chile |
| ---------------------------------------------------------------------------- | ------- | - | - | ---- | ----- |
| Visenamjenska Sportska Dvorana Zatika, Poreč, Croàcia 6 al 8 de març de 2009 |         |   |   |      |       |

|         | Jugador             |       | Jugador                 | Resultat           |
| ------- | ------------------- | ----- | ----------------------- | ------------------ |
| Croatia | Mario Ančić         | Chile | Nicolás Massú           | 6-3, 6-3, 7-64     |
| Croatia | Marin Čilić         | Chile | Paul Capdevile          | 6-1, 6-2, 6-1      |
| Croatia | M. Ančić - M. Čilić | Chile | P. Capdevile - N. Massú | 6-3, 6-3, 3-6, 6-4 |
| Croatia | Roko Karanusic      | Chile | Guillermo Hormazábal    | 7-5, 6-3           |
| Croatia | Ivo Karlović        | Chile | Hans Podlipnik-Castillo | 6-3, 7-64          |

### Estats Units vs. Suïssa
| the United States                                                                             | Estats Units | 4 | 1 | Suïssa | Switzerland |
| --------------------------------------------------------------------------------------------- | ------------ | - | - | ------ | ----------- |
| Bimingham-Jefferson Convention Complex Arena, Birmingham, Estats Units 6 al 8 de març de 2009 |              |   |   |        |             |

|                   | Jugador             |             | Jugador                  | Resultat            |
| ----------------- | ------------------- | ----------- | ------------------------ | ------------------- |
| the United States | James Blake         | Switzerland | Stanislas Wawrinka       | 6-3, 4-6, 3-6, 63-7 |
| the United States | Andy Roddick        | Switzerland | Marco Chiudinelli        | 6-1, 6-3, 7-6⁵      |
| the United States | B. Bryan - M. Bryan | Switzerland | Y. Allegro - S. Wawrinka | 6-3, 6-4, 3-6, 7-6² |
| the United States | Andy Roddick        | Switzerland | Stanislas Wawrinka       | 6-4, 6-4, 6-2       |
| the United States | James Blake         | Switzerland | Marco Chiudinelli        | 6-4, 7-6⁶           |

### República Txeca vs. França
| the Czech Republic                                         | República Txeca | 3 | 2 | França | France |
| ---------------------------------------------------------- | --------------- | - | - | ------ | ------ |
| ČEZ Aréna, Ostrava, República Txeca 6 al 8 de març de 2009 |                 |   |   |        |        |

|                    | Jugador                  |        | Jugador                | Resultat             |
| ------------------ | ------------------------ | ------ | ---------------------- | -------------------- |
| the Czech Republic | Tomas Berdych            | France | Gilles Simon           | 7-63, 4-6, 7-6², 6-3 |
| the Czech Republic | Radek Stepanek           | France | Jo-Wilfried Tsonga     | 5-7, 2-6, 6¹-7       |
| the Czech Republic | T. Berdych - R. Stepanek | France | R. Gasquet - M. Llodra | 6-3, 1-6, 6-4, 6-2   |
| the Czech Republic | Radek Stepanek           | France | Gilles Simon           | 7-6², 6-3, 7-60      |
| the Czech Republic | Jan Hernych              | France | Jo-Wilfried Tsonga     | 2-6, 7-6⁵, 60-7      |

### Argentina vs. Països Baixos
| Argentina                                                          | Argentina | 5 | 0 | Països Baixos | the Netherlands |
| ------------------------------------------------------------------ | --------- | - | - | ------------- | --------------- |
| Estadi Parque Roca, Buenos Aires, Argentina 6 al 8 de març de 2009 |           |   |   |               |                 |

|           | Jugador                      |                 | Jugador                     | Resultat                 |
| --------- | ---------------------------- | --------------- | --------------------------- | ------------------------ |
| Argentina | Juan Ignacio Chela           | the Netherlands | Jesse Huta Galung           | 6-2, 2-6, 6-2, 64-7, 6-2 |
| Argentina | Juan Mónaco                  | the Netherlands | Thiemo de Bakker            | 6-1, 6-2, 7-6¹           |
| Argentina | L. Ker - M. Vasallo Arguello | the Netherlands | J. Huta Galung - R. Wassien | 6-4, 7-5, 6-3            |
| Argentina | Martin Vasallo Arguello      | the Netherlands | Jesse Huta Galung           | 6-2, 6-4                 |
| Argentina | Juan Ignacio Chela           | the Netherlands | Thiemo de Bakker            | 7-5, 6-2                 |

## Quarts de final

### Espanya vs. Alemanya
| Spain                                                                        | Espanya | 3 | 2 | Alemanya | Germany |
| ---------------------------------------------------------------------------- | ------- | - | - | -------- | ------- |
| Plaza de Toros de Puerto Banús, Marbella, Espanya 10 al 12 de juliol de 2009 |         |   |   |          |         |

|       | Jugador                |         | Jugador               | Resultat                 |
| ----- | ---------------------- | ------- | --------------------- | ------------------------ |
| Spain | Fernando Verdasco      | Germany | Andreas Beck          | 6-0, 3-6, 64-7, 6-2, 6-1 |
| Spain | Tommy Robredo          | Germany | Philipp Kohlschreiber | 3-6, 4-6, 4-6            |
| Spain | F. López - F. Verdasco | Germany | N. Kiefer - M. Zverev | 6-3, 7-6¹, 6⁶-7, 6-3     |
| Spain | Fernando Verdasco      | Germany | Philipp Kohlschreiber | 4-6, 2-6, 6-1, 6-2, 6-8  |
| Spain | Juan Carlos Ferrero    | Germany | Andreas Beck          | 6-4, 6-4, 6-4            |

### Israel vs. Rússia
| Israel                                                           | Israel | 4 | 1 | Rússia | Rússia |
| ---------------------------------------------------------------- | ------ | - | - | ------ | ------ |
| Sport Palaces Nokia, Tel-Aviv, Israel 10 al 12 de juliol de 2009 |        |   |   |        |        |

|        | Jugador            |        | Jugador                | Resultat                 |
| ------ | ------------------ | ------ | ---------------------- | ------------------------ |
| Israel | Harel Levy         | Rússia | Ígor Andréiev          | 6-4, 6-2, 4-6, 6-2       |
| Israel | Dudi Sela          | Rússia | Mikhaïl Iujni          | 3-6, 6-1, 6-0, 7-5       |
| Israel | J. Erlich - A. Ram | Rússia | Í. Kunitsin - M. Safin | 6-3, 6-4, 63-7, 4-6, 6-4 |
| Israel | Dudi Sela (r)      | Rússia | Ígor Andréiev          | 3-4                      |
| Israel | Harel Levy         | Rússia | Ígor Kunitsin          | 6-4, 4-6, 7-6²           |

### Croàcia vs. Estats Units
| Croatia                                                                          | Croàcia | 4 | 1 | Estats Units | the United States |
| -------------------------------------------------------------------------------- | ------- | - | - | ------------ | ----------------- |
| Visenamjenska Sportska Dvorana Zatika, Poreč, Croàcia 10 al 12 de juliol de 2009 |         |   |   |              |                   |

|         | Jugador                 |                   | Jugador             | Resultat                  |
| ------- | ----------------------- | ----------------- | ------------------- | ------------------------- |
| Croàcia | Ivo Karlović            | the United States | James Blake         | 6⁵-7, 4-6, 6-3, 7-63, 7-5 |
| Croàcia | Marin Čilić             | the United States | Mardy Fish          | 4-6, 6-3, 63-7, 6-1, 8-6  |
| Croàcia | R. Karanusic - L. Zovko | the United States | B. Bryan - M. Bryan | 3-6, 1-6, 3-6             |
| Croàcia | Marin Čilić             | the United States | James Blake         | 6-3, 6-3, 4-6, 6-2        |
| Croàcia | Roko Karanusic          | the United States | Bob Bryan           | 7-5, 3-6, 64-7            |

### República Txeca vs. Argentina
| the Czech Republic                                             | República Txeca | 3 | 2 | Argentina | Argentina |
| -------------------------------------------------------------- | --------------- | - | - | --------- | --------- |
| ČEZ Aréna, Ostrava, República Txeca 10 al 12 de juliol de 2009 |                 |   |   |           |           |

|                    | Jugador                  |           | Jugador               | Resultat                |
| ------------------ | ------------------------ | --------- | --------------------- | ----------------------- |
| the Czech Republic | Tomas Berdych            | Argentina | Juan Mónaco           | 6-4, 2-6, 2-6, 6-3, 6-2 |
| the Czech Republic | Ivo Minar                | Argentina | Juan Martín del Potro | 1-6, 3-6, 3-6           |
| the Czech Republic | T. Berdych - R. Stepanek | Argentina | J. Acasuso - L. Mayer | 6-1, 6-4, 6-3           |
| the Czech Republic | Tomas Berdych            | Argentina | Juan Martín del Potro | 4-6, 4-6, 4-6           |
| the Czech Republic | Radek Stepanek           | Argentina | Juan Mónaco           | 7-6⁵, 6-3, 6-2          |

## Semifinals

### Espanya vs. Israel
| Spain                                                                            | Espanya | 4 | 1 | Israel | Israel |
| -------------------------------------------------------------------------------- | ------- | - | - | ------ | ------ |
| Polaris World la Torre Golf Resort, Múrcia, Espanya 18 al 20 de setembre de 2009 |         |   |   |        |        |

|       | Jugador               |        | Jugador            | Resultat             |
| ----- | --------------------- | ------ | ------------------ | -------------------- |
| Spain | David Ferrer          | Israel | Harel Levy         | 6-1, 6-4, 6-3        |
| Spain | Juan Carlos Ferrero   | Israel | Dudi Sela          | 6-4, 6-2, 6-0        |
| Spain | F. López - T. Robredo | Israel | J. Erlich - A. Ram | 7-6⁶, 67-7, 6-4, 6-2 |
| Spain | David Ferrer          | Israel | Andy Ram           | 6-3, 6-1             |
| Spain | Feliciano López       | Israel | Harel Levy         | 5-7, 2-6             |

### Croàcia vs. República Txeca
| Croatia                                                                            | Croàcia | 1 | 4 | República Txeca | República Txeca |
| ---------------------------------------------------------------------------------- | ------- | - | - | --------------- | --------------- |
| Visenamjenska Sportska Dvorana Zatika, Poreč, Croàcia 18 al 20 de setembre de 2009 |         |   |   |                 |                 |

|         | Jugador             |                 | Jugador                  | Resultat                      |
| ------- | ------------------- | --------------- | ------------------------ | ----------------------------- |
| Croàcia | Ivo Karlović        | República Txeca | Radek Stepanek           | 7-6⁵, 6⁵-7, 6⁶-7, 7-6², 14-16 |
| Croàcia | Marin Čilić         | República Txeca | Tomas Berdych            | 3-6, 3-6, 6-3, 6-4, 3-6       |
| Croàcia | M. Čilić - L. Zovko | República Txeca | T. Berdych - R. Stepanek | 1-6, 3-6, 4-6                 |
| Croàcia | Roko Karanusic      | República Txeca | Jan Hajek                | 64-7, 4-6                     |
| Croàcia | Lovro Zovko         | República Txeca | Lukas Dlouhy             | 6-3, 6-4                      |

## Final

### Espanya vs. República Txeca
| Spain                                                           | Espanya | 5 | 0 | República Txeca | República Txeca |
| --------------------------------------------------------------- | ------- | - | - | --------------- | --------------- |
| Palau Sant Jordi, Barcelona, Espanya 4 al 6 de desembre de 2009 |         |   |   |                 |                 |

|       | Jugador                |                 | Jugador                  | Resultat                |
| ----- | ---------------------- | --------------- | ------------------------ | ----------------------- |
| Spain | Rafael Nadal           | República Txeca | Tomas Berdych            | 7-5, 6-0, 6-2           |
| Spain | David Ferrer           | República Txeca | Radek Stepanek           | 1-6, 2-6, 6-4, 6-4, 8-6 |
| Spain | F. Verdasco - F. López | República Txeca | R. Stepanek - T. Berdych | 7-6(7), 7-5, 6-2        |
| Spain | Rafael Nadal           | República Txeca | Jan Hajek                | 6-3, 6-4                |
| Spain | David Ferrer           | República Txeca | Lukas Dlouhy             | 6-4, 6-2                |